# Dixmont
Dixmont is een gemeente in het Franse departement Yonne (regio Bourgogne-Franche-Comté) en telt 807 inwoners (1999). De plaats maakt deel uit van het arrondissement Sens.

## Geografie
De oppervlakte van Dixmont bedraagt 41,4 km², de bevolkingsdichtheid is 19,5 inwoners per km².
De onderstaande kaart toont de ligging van Dixmont met de belangrijkste infrastructuur en aangrenzende gemeenten.

## Demografie
Onderstaande figuur toont het verloop van het inwonertal (bron: INSEE-tellingen).